# Stanley Smith Stevens
Stanley Smith Stevens (4 de noviembre de 1906 – 18 de enero de 1973) fue un psicólogo estadounidense que fundó el Labortatorio Psicoacústico de Harvard, destacó en psicoacústica e introdujo en el campo la ley de Stevens. Stevens fue autor del "Manual de Psicología Experimental" (1951), un hito en la psicología del siglo XX. Fue también uno de los fundadores de la Sociedad Psiconómica. En 1946 desarrolló una teoría de los niveles de medida, ampliamente utilizada por científicos pero criticada por estadísticos.
Además, Stevens jugó una función clave en el desarrollo del uso de definiciones operacionales en psicología. Una Revisión de Psicología General publicada en 2002 lo menciona como el 52.º psicólogo más citado del siglo XX.

## Vida
Nació en Ogden, Utah y fue hijo de Stanely y Adeline (Smith) Stevens. Fue educado en escuelas mormonas en Salt Lake City, Utah. Pasó mucho de su niñez en la casa polígama de su abuelo Orson Smith. 
Tras la muerte de sus padres en 1924, pasó los siguientes tres años en un misiones mormonas en Suiza y Bélgica. Asistió la Universidad de Utah de 1927 a 1929 y a la Universidad Stanford los siguientes dos años, graduándose con un A.B. en psicología por Stanford en 1931. Casó con Maxine Leonard en 1930 y tuvo un hijo, Peter Smith, en 1936.

## Grupo de Discusión de la Ciencia de la Ciencia
Stevens jugó un papel clave en organizar el Grupo de Discusión de la Ciencia de la Ciencia en Cambridge, Massachusetts. Stevens organizó ocho reuniones de octubre de 1940 a mediados de 1941 para este grupo. Su grupo tenía como objetivo la "desmilitarización de la ciencia" y estaba influido por el 5.º Congreso de la Unidad de la Ciencia, celebrado en la Universidad de Harvard en septiembre de 1939. Atrajo a varios científicos famosos de diferentes disciplinas.

## Trabajo
Estuvo principalmente activo en los campos de psicofísica y psicoacústica. Desarrolle la escala de medida (Nivel de medida) que consta de Nominal, Ordinal, Proporción, e Intervalo.